# اندیس انجیره
انجیره یک اندیس فلزی است که در حوالی شهر خرانق استان یزد قرار دارد و مادهٔ معدنی موجود در آن، سرب و روی است.  